# Gissey-sur-Ouche
Gissey-sur-Ouche – miejscowość i gmina we Francji, w regionie Burgundia-Franche-Comté, w departamencie Côte-d’Or.
Według danych z 1990 r. gminę zamieszkiwało 290 osób, a gęstość zaludnienia wynosiła 20 osób/km² (wśród 2044 gmin Burgundii Gissey-sur-Ouche plasuje się na 623. miejscu pod względem liczby ludności, natomiast pod względem powierzchni na miejscu 669.).